# Mellicta pacifica
Mellicta pacifica är en fjärilsart som beskrevs av Ruggero Verity 1932. Mellicta pacifica ingår i släktet Mellicta och familjen praktfjärilar. Inga underarter finns listade i Catalogue of Life.